# デオキシウリジン一リン酸
デオキシウリジン一リン酸（デオキシウリジンいちリンさん、英: Deoxyuridine monophosphate）は、デオキシヌクレオシドの一種である。
デオキシウリジン一リン酸は、デオキシリボヌクレオシドの代謝の中間体である。
デオキシウリジン一リン酸と5,10-メチレンテトラヒドロ葉酸は、チミジル酸シンターゼ (FAD)によりメチル化されたチミジル酸（dTMP）とテトラヒドロ葉酸を生成する。
（反応式）
5,10-メチレンテトラヒドロ葉酸 + デオキシウリジン一リン酸（dUMP） + FADH2 {\displaystyle \rightleftharpoons } チミジル酸（dTMP） + テトラヒドロ葉酸 + FAD
なお、DNAの合成は、dUMP（デオキシウリジン一リン酸）－dTMP（チミジル酸）－dTDP（チミジン二リン酸）－dTTP（チミジン三リン酸）と進み、リン酸2分子分のピロリン酸が遊離して、チミジル酸に相当する部分がDNA鎖のデオキシリボースの3'位に結合することで、アデニン、グアニン、シトシン、チミンと4種類あるDNA塩基のうちのチミンが完成する。

テトラヒドロ葉酸（THF）による代謝とビタミンB12によるTHFの再生産、:de:Folsäure=葉酸、DHF=ジヒドロ葉酸、THF=テトラヒドロ葉酸、Vit.B12=ビタミンB12、Methyl-Vit.B12=メチルコバラミン、Methionin=メチオニン、Methionin Syntase=5-メチルテトラヒドロ葉酸-ホモシステインメチルトランスフェラーゼ、Homocystein=ホモシステイン、N5-Methyl-THF=5-メチルテトラヒドロ葉酸、N5,N10-Methylene-THF=5,10-メチレンテトラヒドロ葉酸、N10-Formyl-THF=10-ホルミルテトラヒドロ葉酸、dUMP=デオキシウリジン一リン酸、NADPH、DNA

DNAの化学構造

## 関連
- ウリジル酸
- デオキシウリジン